# جاي ماثيوز
جاي ماثيوز (بالإنجليزية: Jay Mathews)‏ هو صحفي أمريكي، ولد في 5 أبريل 1945.